# Chesias soubryana
Chesias soubryana är en fjärilsart som beskrevs av Charles Joseph de Villers 1789. Chesias soubryana ingår i släktet Chesias och familjen mätare. Inga underarter finns listade i Catalogue of Life.